# Alster-Beste-Kanal

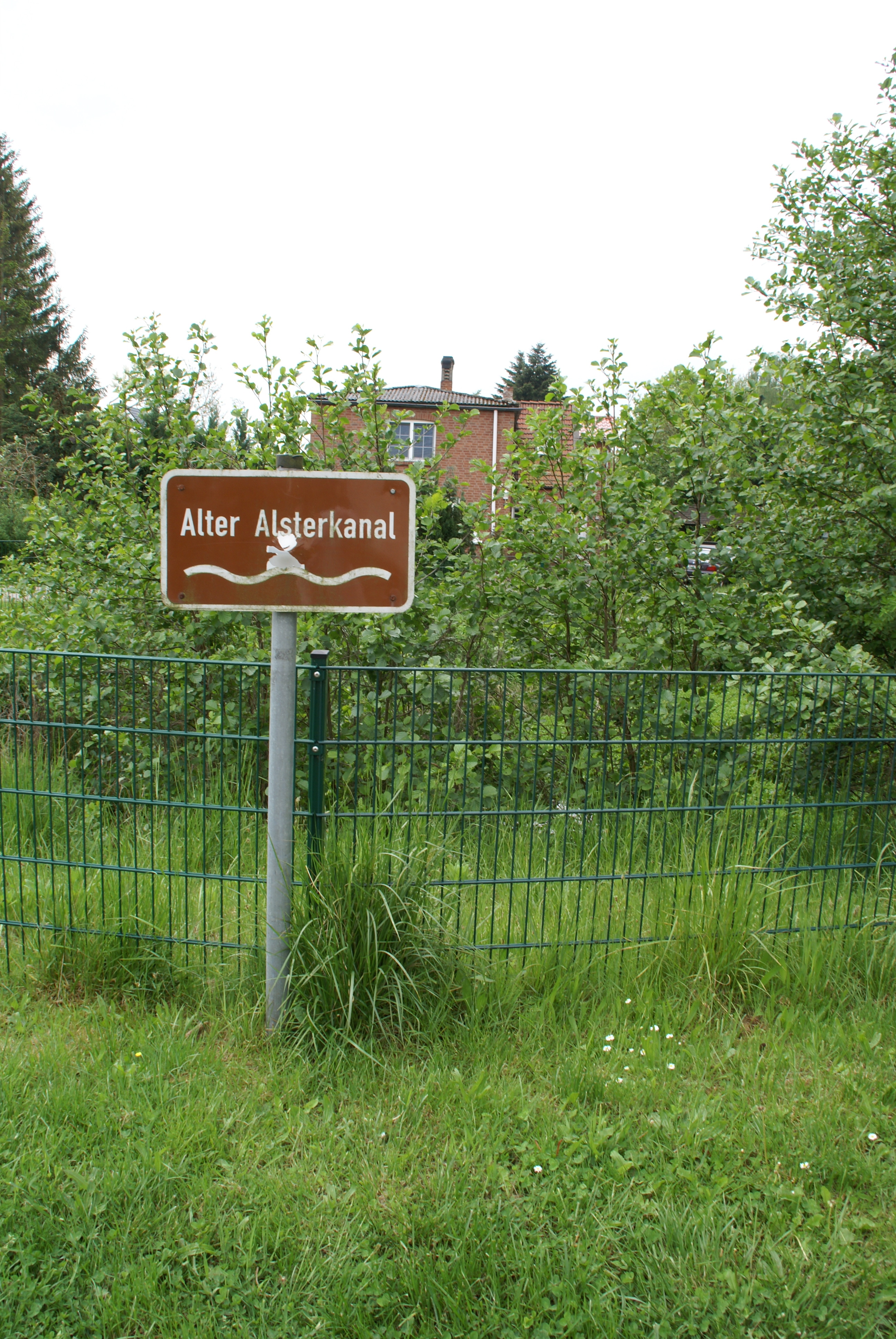
Offizielles Schild mit falscher Bezeichnung

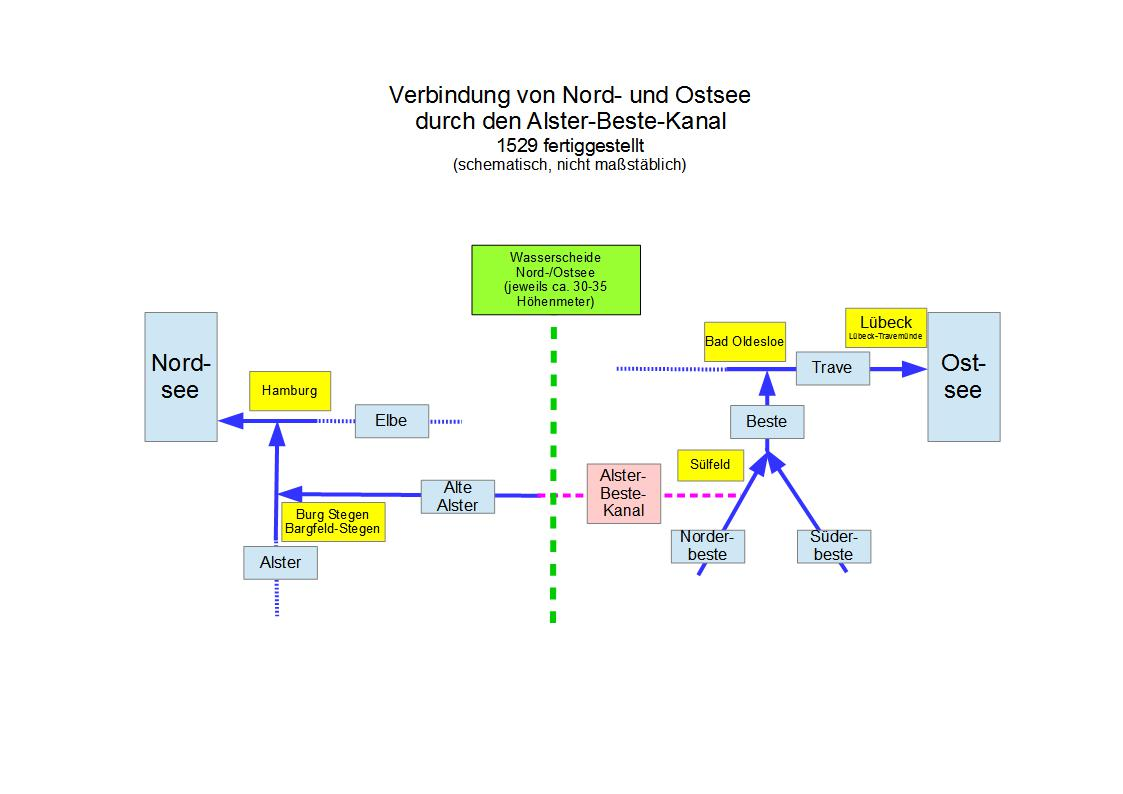
Schematische Darstellung des Alster-Beste-Kanals

Der Alster-Beste-Kanal (auch als Alster-Trave-Kanal bezeichnet) war im 16. Jahrhundert eine schiffbare Verbindung zwischen Hamburg und Lübeck. Er verband den Oberlauf der Alster über die Beste mit der Trave.

## Geschichte
Bereits seit 1448 wurde nach dem Vorbild des Stecknitzkanals versucht, eine schiffbare Verbindung zwischen Hamburg und Lübeck zu schaffen. Dazu sollte ein Kanal die Flüsse Alster und Beste verbinden. Nach einem Vertrag von Hamburg mit Graf Adolf VIII. von Holstein wurde noch im selben Jahr mit dem Bau begonnen. Nachdem die Oberalster kanalisiert war, ging den Betreibern jedoch das Geld aus, so dass der Bau 1452 eingestellt werden musste.
Hamburg, Lübeck und König Friedrich I. von Dänemark einigten sich am 14. März 1525 den Bau gemeinsam zu finanzieren. Allerdings gab es gegen den Bau juristischen Widerspruch von Marquard von Buchwald, durch dessen Güter Jersbek-Stegen und Borstel der Kanal geführt werden sollte. Außerdem erhob Magnus I. von Sachsen-Lauenburg Einspruch, da er seine Rechte an der Elbe beschränkt sah und den Rückgang seiner Zolleinnahmen auf dem Stecknitzkanal befürchtete. Der Bau wurde trotz der offenen Rechtsfragen 1526 wieder aufgenommen. Im Zusammenhang mit dem Prozess, den Magnus I. gegen die Städte Hamburg und Lübeck führte und der bis ans Reichskammergericht in Speyer ging, ließ Hamburg eine Karte des strittigen Territoriums anfertigen, die als die älteste handgezeichnete Karte aus Schleswig-Holstein erhalten ist.
Bis 1529 wurde dann der acht Kilometer lange „neue Graben“ gebaut, der ab dem Gut Stegen die in die Alster mündende Alte Alster ( 53,76869° N, 10,15273° O) bis zum (heutigen) westlichen Ortseingang von Nienwohld nutzt, von wo der eigentliche Kanal (zirka 4–5 km lang) über das Nienwohlder Moor (das auf der Wasserscheide zwischen Nord- und Ostsee liegt und der höchste Punkt der Kanalstrecke ist) nach Sülfeld führt, wo die Norderbeste erreicht wird (53,80362° N, 10,23444° O). Die Strecke Hamburg–Lübeck war 91 Kilometer lang und besaß 23 Schleusen.
Da die Zuflüsse jedoch nicht ausreichten, um ständig eine ausreichende Wassertiefe zu sichern, wurde der Betrieb bereits 1549 eingeschränkt und 1550 ganz eingestellt. In diesem Jahr wurde die reparaturbedürftige Schleuse in Neritz nicht instand gesetzt. Detlev von Buchwaldt, Herr der Güter Borstel und Jersbek, ließ daraufhin Teile des Kanals zuschütten. Der Kanal endet jetzt im westlichen Sülfeld und hat keine Verbindung mehr mit der Norderbeste.
Nicht nur der zu niedrige Wasserstand machte den Betrieb unmöglich, sondern auch Sabotage. So ließ ein Gutsbesitzer, verärgert über Wasserschäden, die durch die Stauschleusen entstanden, Baumstämme quer über den Kanal legen. Die Landwirte, die wegen fehlender Brücken weite Umwege zur Bestellung ihrer Felder zurücklegen mussten, fanden mit ihren Protesten kein Gehör.
Gemessen am Gesamthaushalt der Stadt war der Kanal eine große Fehlinvestition Hamburgs, obwohl manche Ratsherren der Stadt häufiger in die Niederlande gefahren waren, um sich über die aktuelle Technik des Kanalbaues zu informieren, und bekannte Kanalbauer nach Hamburg eingeladen worden waren.

## Bilder

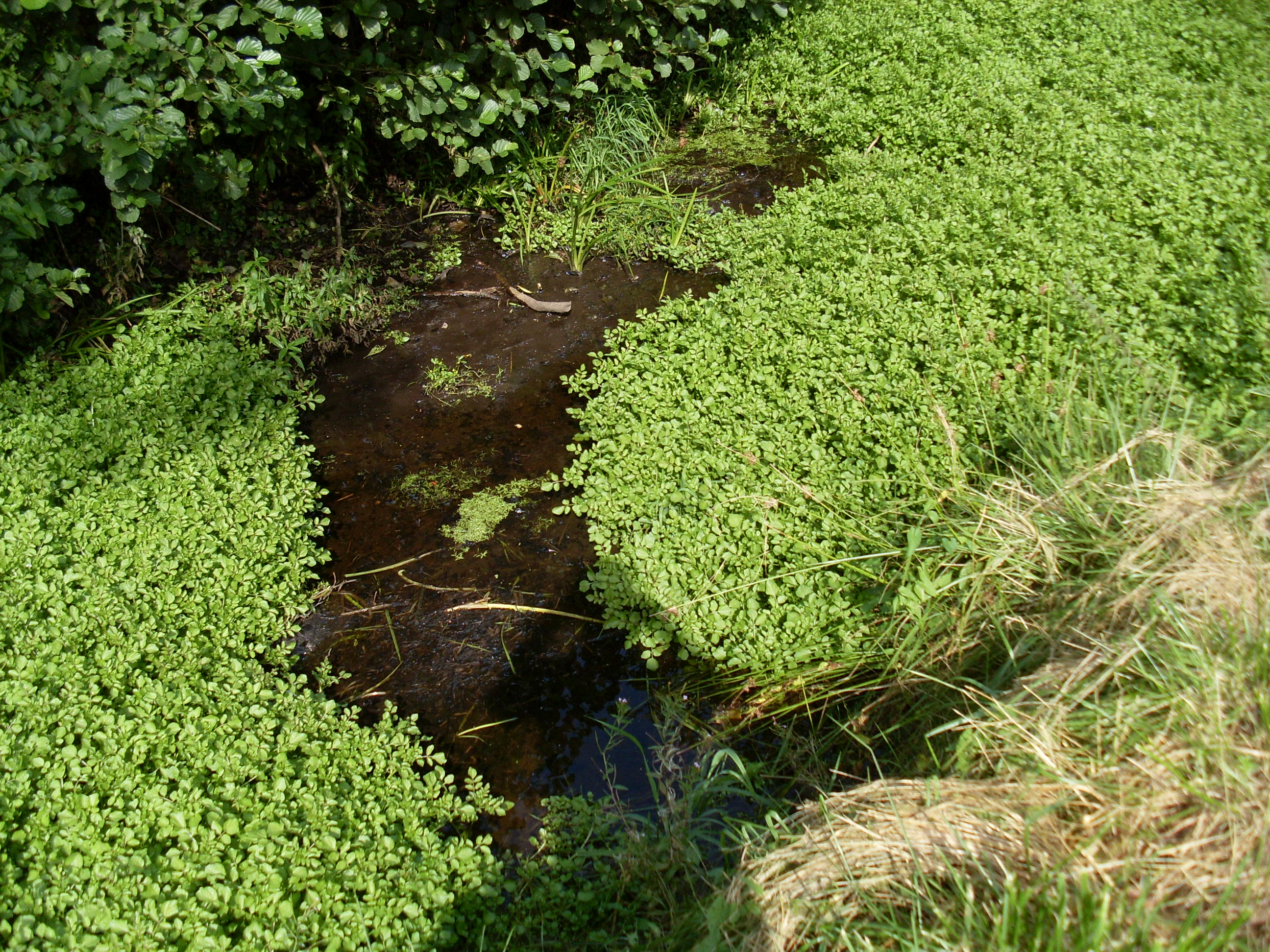
Der Alster-Beste-Kanal am Löschwasserteich in Sülfeld, wo er eine Straße durchquert.
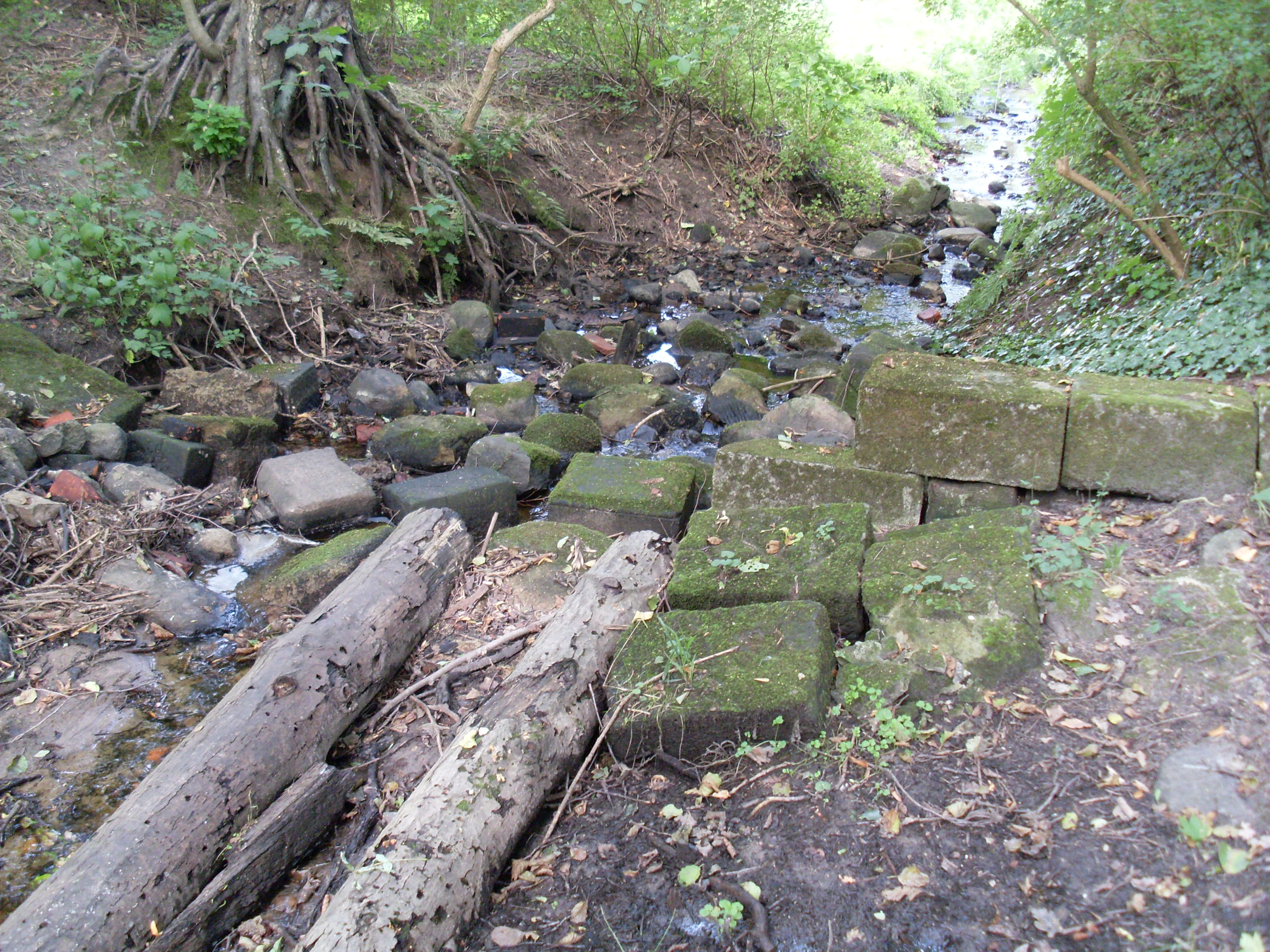
Relikte der Schleusentreppe „Pastorenschlucht“ in Sülfeld.
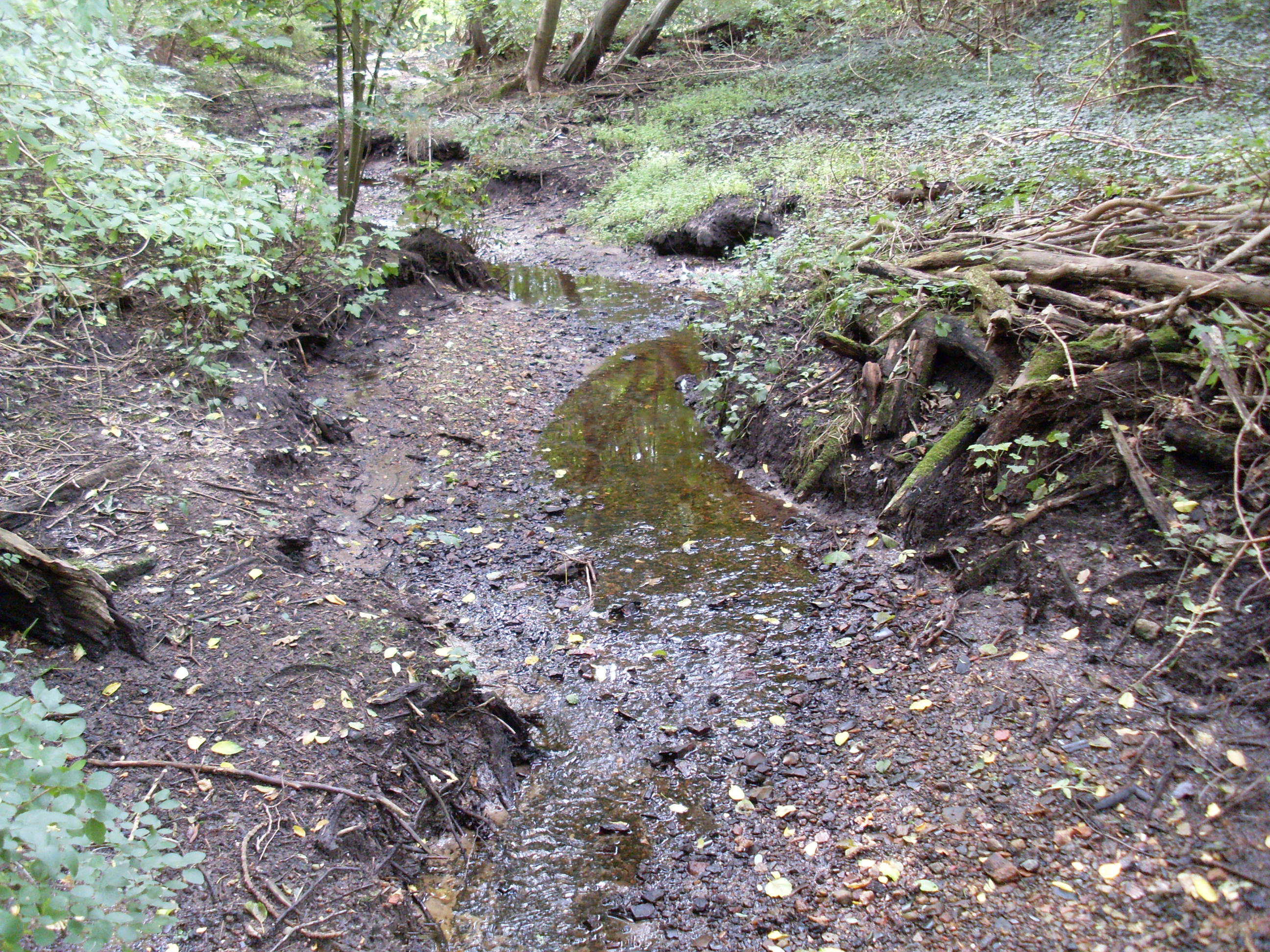
Der Kanal durchquert die Pastorenschlucht in Sülfeld.